# NGC 217
NGC 217 је лентикуларна галаксија у сазвежђу Кит која се налази на NGC листи објеката дубоког неба.
Деклинација објекта је - 10° 1' 18" а ректасцензија 0h 41m 33,9s. Привидна величина (магнитуда) објекта NGC 217 износи 12,6 а фотографска магнитуда 13,5. NGC 217 је још познат и под ознакама MCG -2-2-85, IRAS 00390-1017, PGC 2482.